# Vera Bazarova
Pour les articles homonymes, voir Bazarova.
Vera Bazarova (en russe : Вера Евгеньевна Базарова, Vera Ievguenievna Bazarova), née le 28 janvier 1993 à Iekaterinbourg, est une patineuse russe.

## Biographie

### Carrière sportive
Elle concourt en couples, associée à Yuri Larionov, avec lequel elle patine depuis le printemps 2005.
Lors de leur première expérience internationale chez les seniors en 2007, le couple prend la troisième place du Skate America.
Entre janvier 2008 et juillet 2009, le couple n'a pu participer à quelque compétition du fait de la suspension pour dopage de Larionov.
Lors des Championnats du monde, son meilleur résultat reste une cinquième place acquise en 2011. La même année, elle est médaillée de bronze aux Championnats d'Europe. Le décembre suivant, elle devient championne de Russie avant d'obtenir la médaille d'argent aux Championnats d'Europe à Sheffield.
Quelques mois plus tard, elle gagne le Trophée NHK, sa première victoire en Grand Prix avant de se classer deuxième de la Finale du Grand Prix à Sotchi.
Aux Jeux olympiques, elle termine onzième à Vancouver en 2010 et sixième à Sotchi en 2014.
Après que Bazarova a exprimé vouloir mettre fin à son partenariat avec Larionov, le 9 avril 2014, il est annoncé que Vera Bazarova sera associée avec Andrei Deputat et qu'ils seront entraînés par Oleg Vassiliev

## Palmarès
Avec deux partenaires :
- Yuri Larionov (8 saisons : 2006-2014)
- Andrei Deputat (3 saisons : 2014-2017)

| Compétition             | 2007    | 2008    | 2009    | 2010    | 2011    | 2012    | 2013    | 2014    |  | 2015    | 2016    | 2017    |  |  |
| Jeux olympiques d'hiver |         |         |         | 11e     |         |         |         | 6e      |  |         |         |         |  |  |
| Championnats du monde   |         |         |         | 8e      | 5e      | 6e      | 7e      | 7e      |  |         |         |         |  |  |
| Championnats d'Europe   |         |         |         | 5e      | 3e      | 2e      | F       | 3e      |  |         |         |         |  |  |
| Championnats de Russie  | 7e      | 6e      |         | 3e      | 3e      | 1re     | F       | 2e      |  | 5e      | 6e      | F       |  |  |
|                         |         |         |         |         |         |         |         |         |  |         |         |         |  |  |
| Grand Prix ISU          | 2006/07 | 2007/08 | 2008/09 | 2009/10 | 2010/11 | 2011/12 | 2012/13 | 2013/14 |  | 2014/15 | 2015/16 | 2016/17 |  |  |
| Finale du Grand Prix    |         |         |         |         | 5e      |         | 2e      |         |  |         |         |         |  |  |
| Skate America           |         | 3e      |         |         |         | 5e      |         |         |  |         |         |         |  |  |
| Skate Canada            |         |         |         |         |         |         |         |         |  |         | 5e      | F       |  |  |
| Coupe de Chine          |         |         |         |         |         |         |         |         |  | 4e      |         |         |  |  |
| Trophée de France       |         |         |         |         | 2e      | 2e      |         | 4e      |  |         |         |         |  |  |
| Coupe de Russie         |         |         |         | 4e      |         |         | 2e      | 2e      |  |         |         |         |  |  |
| Trophée NHK             |         |         |         |         | 2e      |         | 1re     |         |  | 4e      | 4e      |         |  |  |
| Légende : F = Forfait   |         |         |         |         |         |         |         |         |  |         |         |         |  |  |